# Stefan Iwanow (zapaśnik, ur. 1992)
Stefan Iwanow (bg. Стефан Иванов; ur. 23 lipca 1992 roku) – bułgarski zapaśnik walczący w stylu wolnym.
Zajął piąte miejsce na Uniwersjadzie w 2013, jako zawodnik National Sports Academy Wasił Lewski w Sofii. Brązowy medalista akademickich MŚ w 2012. Szósty w Pucharze Świata w 2013 roku.